# Spytice
Spytice (německy Spititz) je malá vesnice, část městyse Vilémov v okrese Havlíčkův Brod. Nachází se asi 3,5 km na severozápad od Vilémova. V roce 2009 zde bylo evidováno 47 adres. V roce 2010 zde trvale žilo 60 obyvatel.
Spytice je také název katastrálního území o rozloze 2,48 km2.
Pouhých asi 900 metrů jihozápadně od obce (z části Potěšilka: Spytice čp. 17 a 18 dokonce jen asi 400 metrů) se nachází Jezuitský mlýn a Jezuitský rybník, který je napájen říčkou Hostačovkou. Rybník i mlýn však leží již na katastrálním území obce Sirákovice.

## Historie
První písemná zmínka o obci pochází z roku 1369.

## Pamětihodnosti
- Venkovský dům čp. 13: je zapsán do Ústředního seznamu nemovitých kulturních památek ČR (číslo rejstříku ÚSKP 30469/6-5013.
- Venkovský dům čp. 10: je zapsán do Ústředního seznamu nemovitých kulturních památek ČR (číslo rejstříku ÚSKP 30826/6-5007.
- Venkovský dům čp. 4: je zapsán do Ústředního seznamu nemovitých kulturních památek ČR (číslo rejstříku ÚSKP 104260.

## Galerie

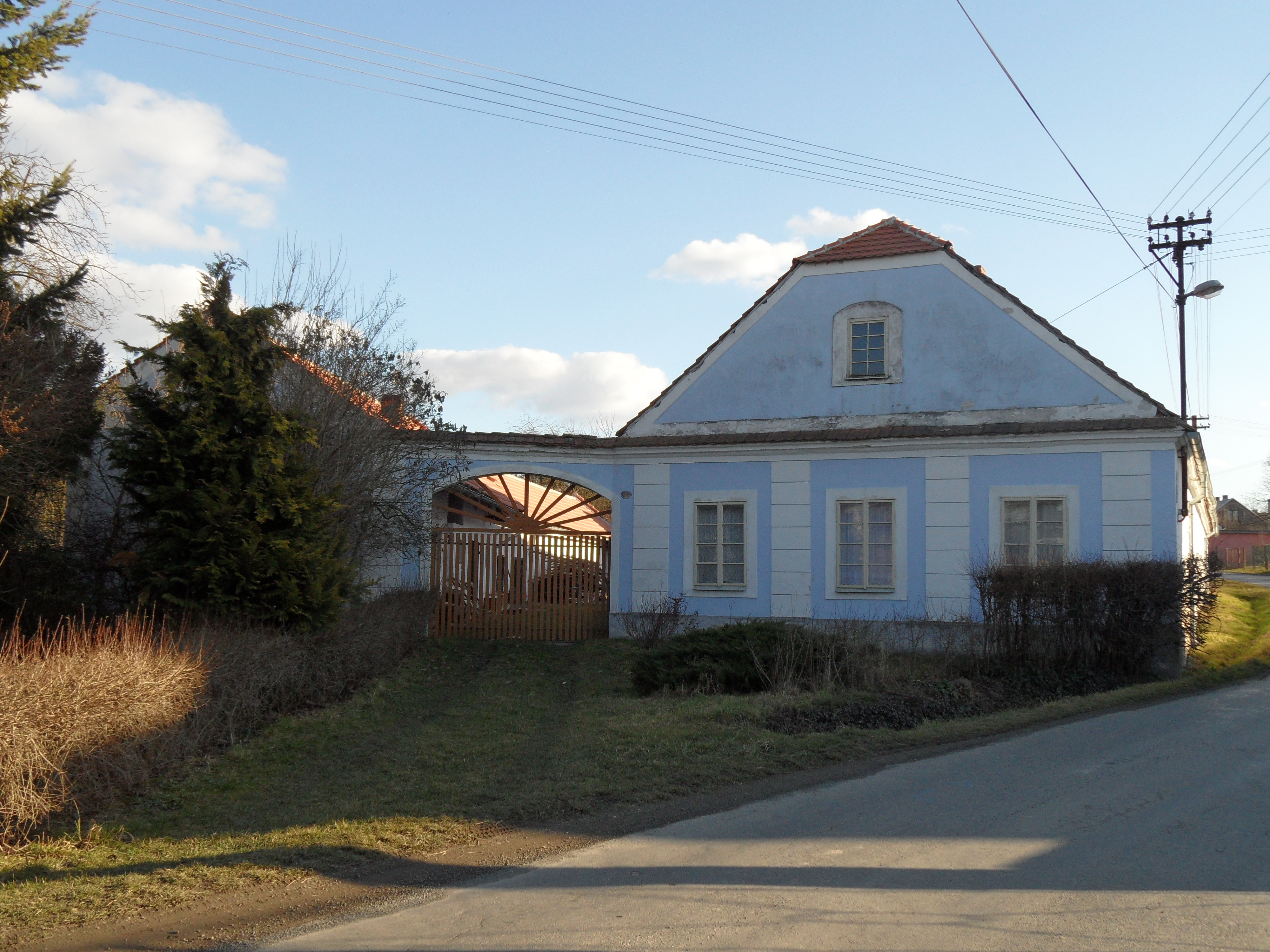
Kulturní památka: dům čp. 13
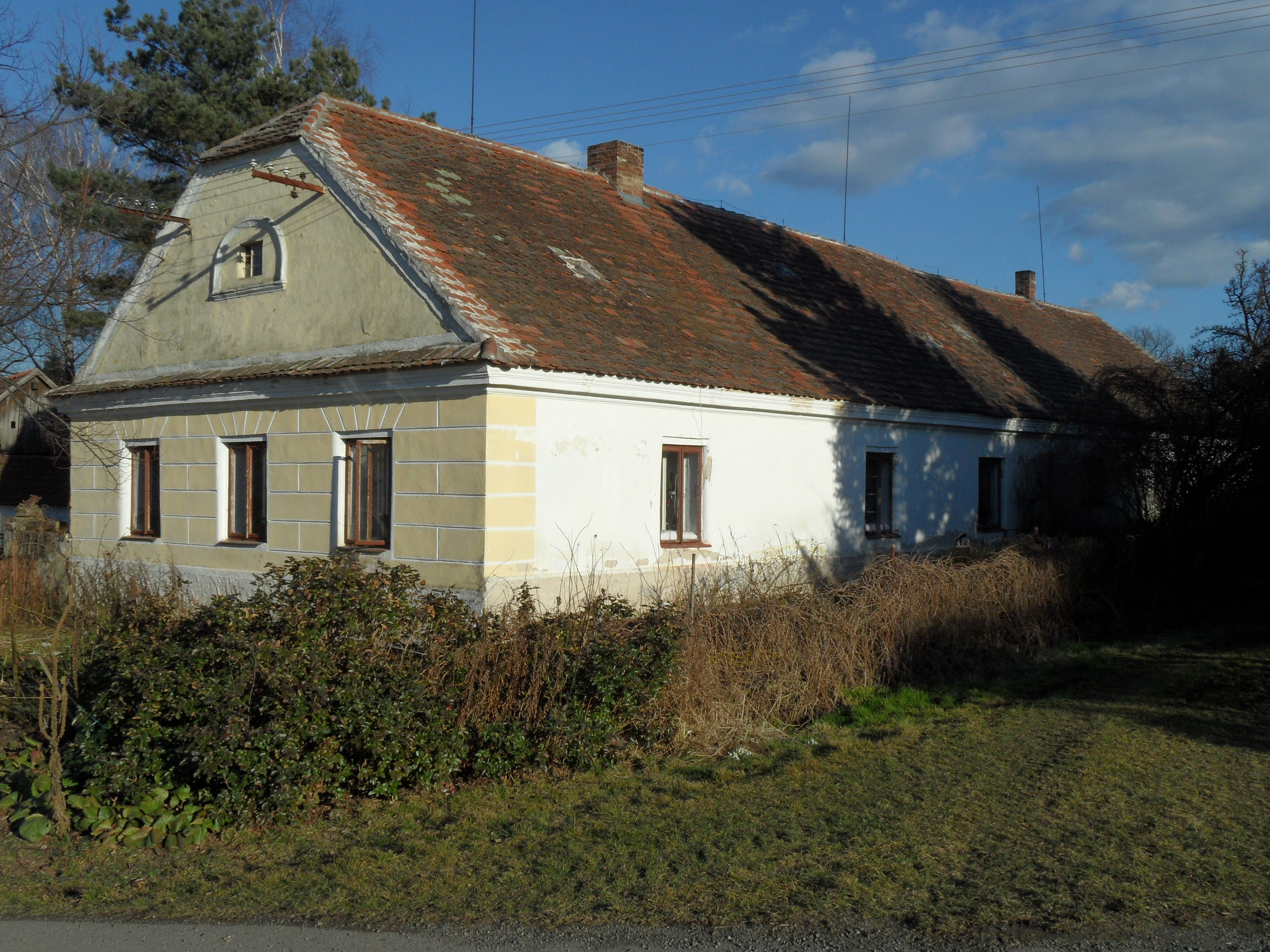
Kulturní památka: dům čp. 10
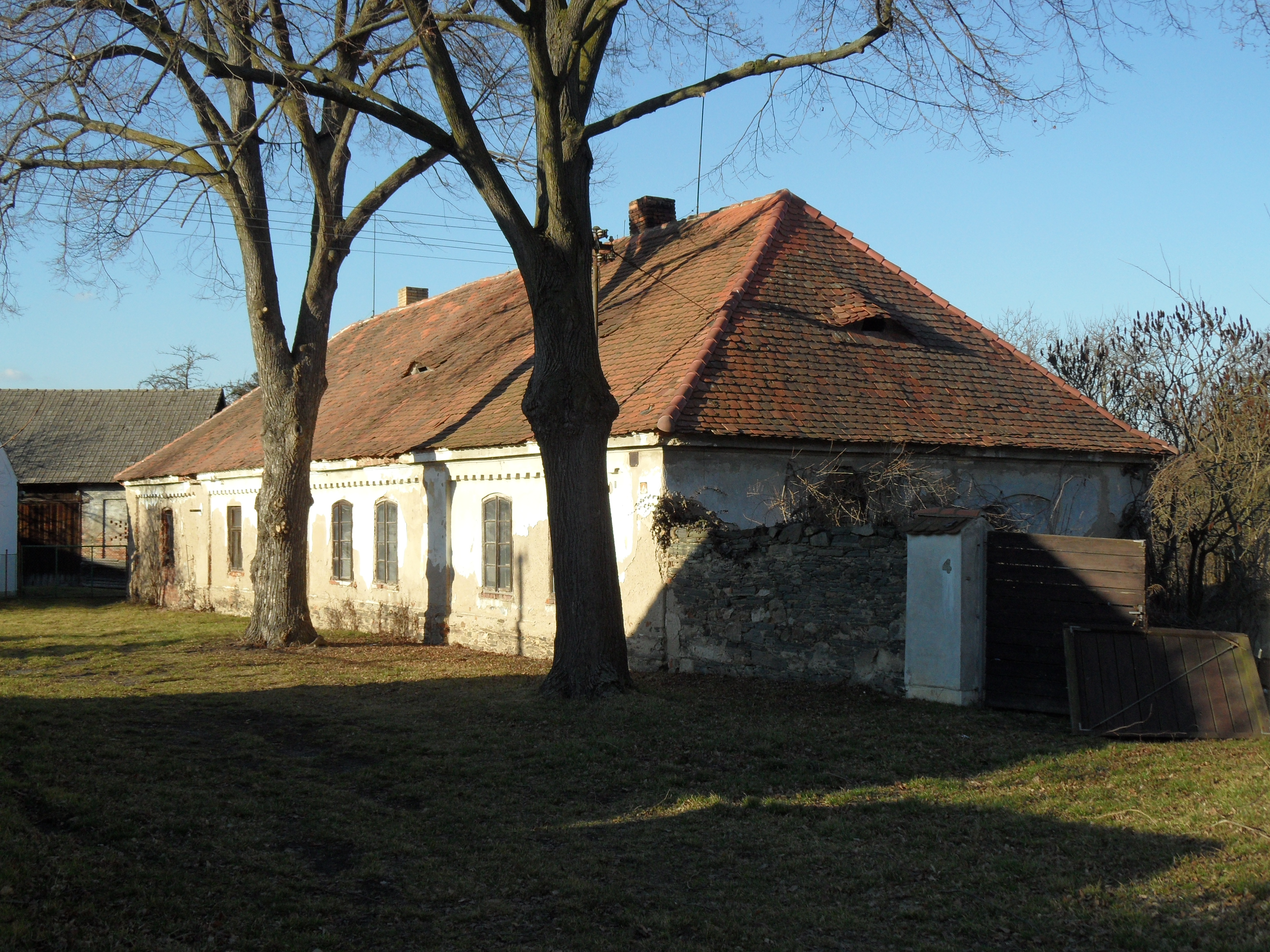
Kulturní památka: dům čp. 4
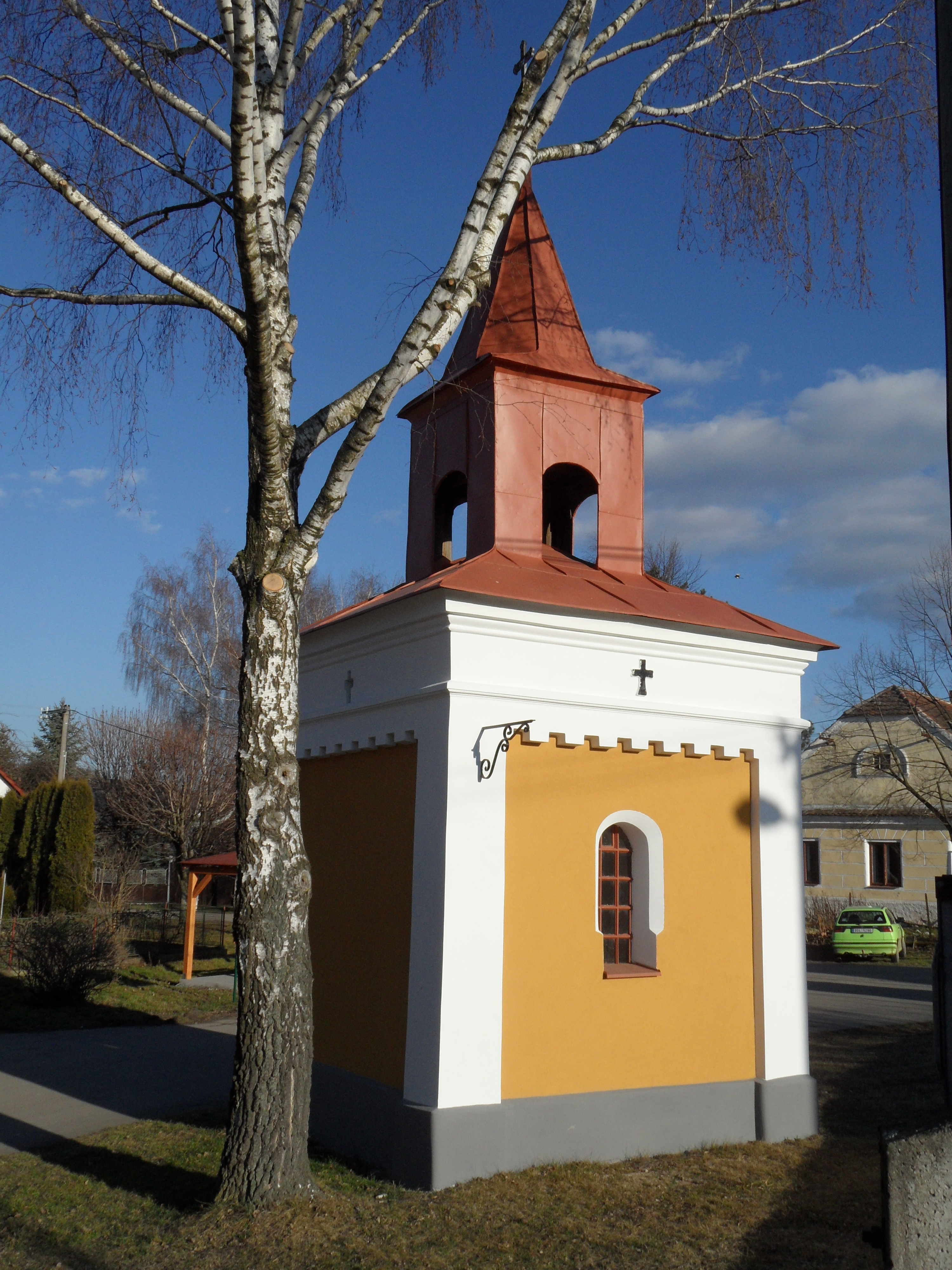
Kaplička na návsi
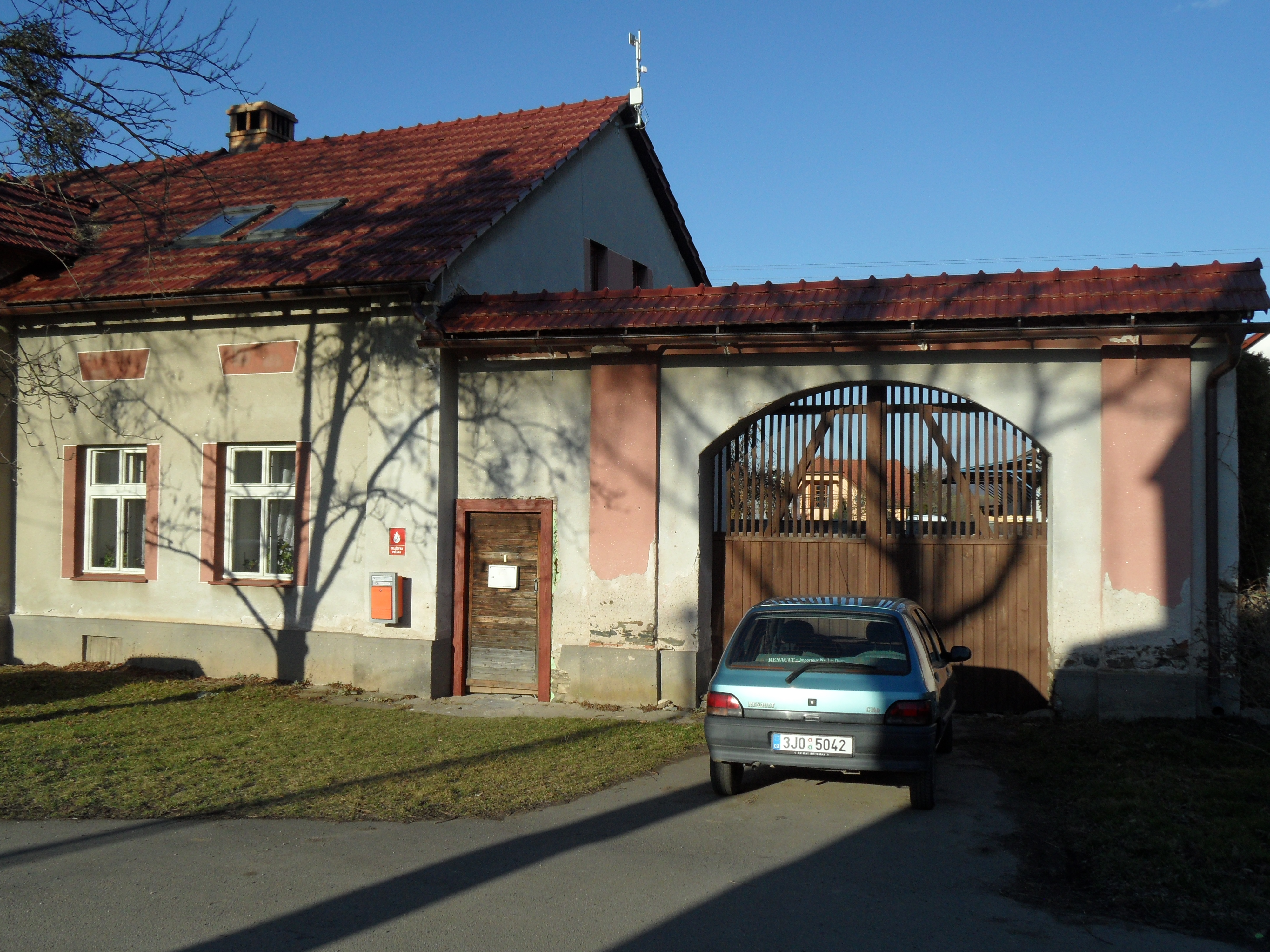
Brána a část domu čp. 5
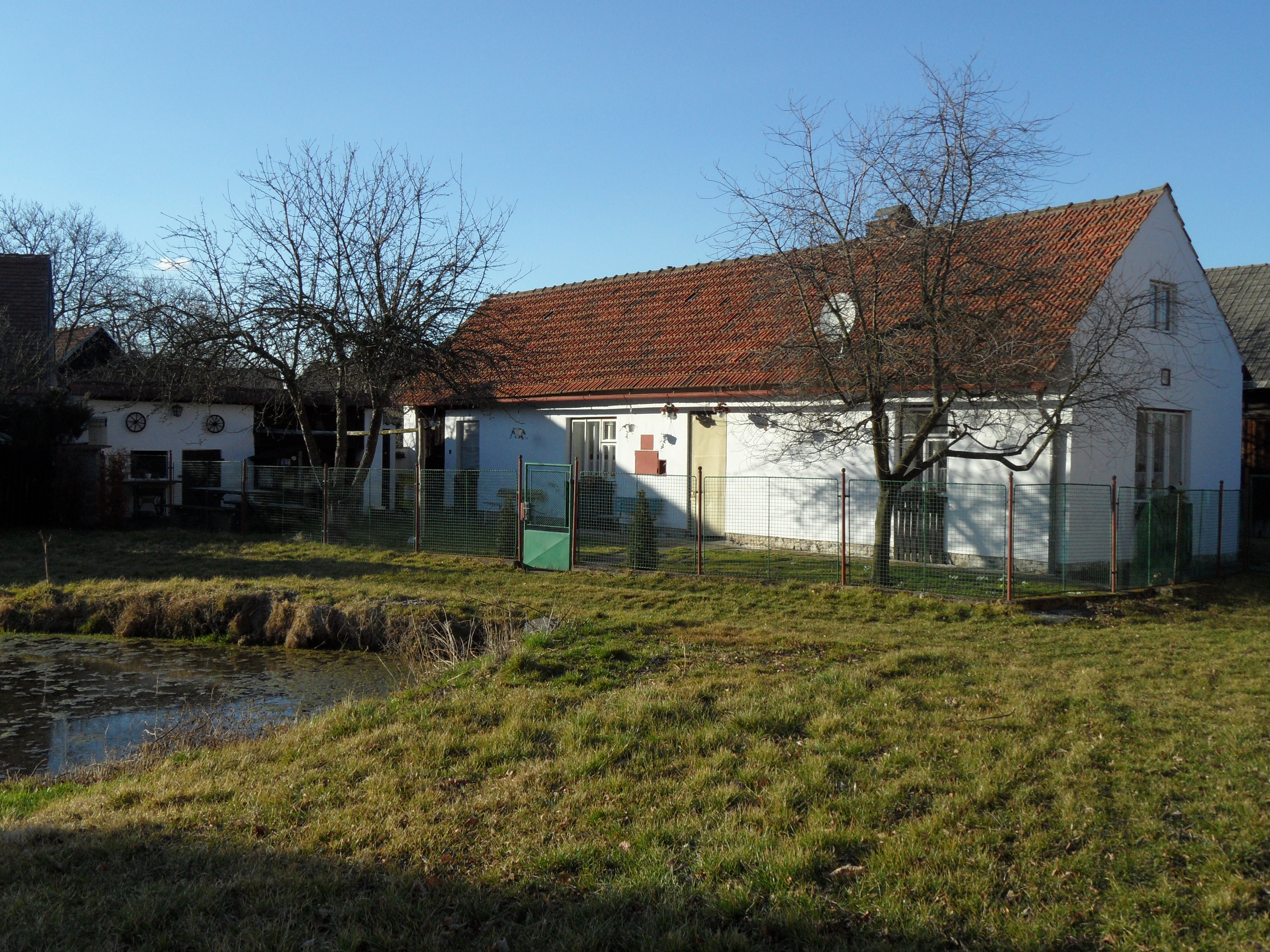
Dům u rybníčku